# Sei giorni di Charleroi
La Sei giorni di Charleroi era una competizione di ciclismo su pista che si svolse dal 1967 al 1969 a Charleroi, in Belgio, nell'arco di sei giorni. 

## Albo d'oro
Aggiornato all'edizione 2014.
| Anno | Vincitori                        | Secondi                          | Terzi                             |
| ---- | -------------------------------- | -------------------------------- | --------------------------------- |
| 1967 | Patrick Sercu & Ferdinand Bracke | Théo Verschueren & Nobert Seeuws | Giuseppe Beghetto & Klaus Bugdahl |
| 1968 | Eddy Merckx & Ferdinand Bracke   | Robert Lelangue & Julien Stevens | Patrick Sercu & Rik Van Looy      |
| 1969 | Patrick Sercu & Nobert Seeuws    | Eddy Merckx & Julien Stevens     | Ferdinand Bracke & Rudi Altig     |